# Nenasa
Nenasa (Nenašša) era una ciutat hitita situada al sud-est del llac de la Sal a mig camí entre el llac i la ciutat de Tuwanuwa. Els documents trobat a la ciutat de Kültepe l'anomenen Ninassa.
La ciutat va ser conquerida per Labarnas I, juntament amb Tuwanuwa, Landa, Buruixkhanda, Listra i altres ciutats properes. En temps d'Hattusilis I la ciutat es va rebel·lar, però quan el rei es va dirigir contra ella, es va rendir immediatament. Els kashka van atacar la ciutat en temps de Tudhalias el Jove o potser de Subiluliuma I.